# Crystal Style
Crystal Style (dt. Crystal's Stil) ist das fünfte Studioalbum der japanischen Sängerin Crystal Kay. Das Album wurde am 3. März 2005 in Japan veröffentlicht und debütierte in der ersten Woche auf Platz 2 mit 91.573 verkauften Einheiten in den Oricon-Charts in Japan.

## Details zum Album
Crystal Style wurde in zwei Versionen veröffentlicht, darunter eine reguläre CD-Version und eine limitierte CD+DVD-Version. Der Unterschied bestand darin, dass auf der limitierten Version ein weiteres Lied, als Bonus, vorhanden war. Dies war die englische Version zum Lied Make You Mine, außerdem verfügt diese Version über eine DVD, worauf zwei Musikvideos vorhanden sind.
- Katalognummern - Reguläre CD-Version: ESCL-2650[3]; Limitierte CD+DVD-Version: ESCL-2648/9[4]

## Titelliste

### CD
| #   | Titel                           | Übersetzung                                | Länge |
| --- | ------------------------------- | ------------------------------------------ | ----- |
| 1.  | Bye My Darling!                 | Auf Wiedersehen mein Liebling!             | 4:03  |
| 2.  | Make You Mine                   | Dich mein Eigen machen                     | 2:41  |
| 3.  | Bet You Don’t Know              | Wetten, dass du es nicht weißt             | 4:36  |
| 4.  | Kiss                            | Kuss                                       | 5:30  |
| 5.  | Tears                           | Tränen                                     | 4:59  |
| 6.  | Love It Take It                 | Liebe es, nehme es                         | 3:26  |
| 7.  | & Brand-New                     | Und brandneu                               | 4:02  |
| 8.  | Flowers                         | Blumen                                     | 5:41  |
| 9.  | Magic                           | Magie                                      | 3:39  |
| 10. | We Gonna Boogie                 | Wir machen den Boogie                      | 3:59  |
| 11. | Baby Cop (feat. Mummy-D)        | Baby-Polizist                              | 5:07  |
| 12. | My Everything                   | Mein Alles                                 | 5:35  |
| 13. | Home Girls                      | Home Girls                                 | 4:13  |
| 14. | Make You Mine (English Version) | Dich mein Eigen machen (englische Version) | 2:39  |

### DVD
| #  | Titel           | Anmerkung  |
| -- | --------------- | ---------- |
| 1. | Bye My Darling! | Musikvideo |
| 2. | Kiss            | Musikvideo |

## Verkaufszahlen und Charts-Platzierungen

### Charts
| Charts                               | Positionen |
| ------------------------------------ | ---------- |
| Wöchentliche Oricon Album-Charts     | 2          |
| Jährliche Oricon Album-Charts (2005) | 44         |

### Verkäufe
| Charts              | Erste Woche | Insgesamt | Charts-Aufenthalt |
| ------------------- | ----------- | --------- | ----------------- |
| Oricon Album-Charts | 91.573      | 296.756   | 31 Wochen         |